# Hans Pickers
Hans Pickers (geb. 12. August 1924 in Emmerich; gest. 8. November 2005 in Emmerich am Rhein) war ein deutscher Kommunalpolitiker (CDU) und ehrenamtlicher Landrat.

## Leben und Beruf
Nach dem Schulbesuch sowie dem Kriegsdienst und der Gefangenschaft absolvierte er von 1945 bis 1948 eine Elektrolehre und war als Geselle im Elektrohandwerk tätig. 1954 legte Pickers die Meisterprüfung ab. Von 1954 bis 1959 studierte er Pädagogik und war ab 1959 als Berufsschullehrer, zuletzt als Oberstudienrat an der Kreisberufschule in Geldern tätig.
Pickers war Ehrenvorsitzender des CDU-Kreisverbandes Kleve.
Er war seit 1951 verheiratet mit Hildegard Pickers, geb. Schwake und hatte mit ihr sechs Söhne.

## Abgeordneter
Dem Kreistag des ehemaligen Kreises Geldern gehörte er von 1969 bis zur Gebietsreform am 31. Dezember 1974 an und von 1975 bis 1994 dem Kreistag des neugebildeten Kreises Kleve.

## Öffentliche Ämter
Pickers war vom 23. Mai 1975 bis zum 16. Oktober 1994 Landrat des Kreises Kleve.
Er war in verschiedenen Gremien des Landkreistages Nordrhein-Westfalen tätig. Außerdem war er im Vorstand des Rheinischen Sparkassen- und Giroverbandes.

## Ehrungen
Am 25. März 1987 wurde Pickers das Bundesverdienstkreuz am Bande verliehen. 